# Wolfgang Gaede
Wolfgang Max Paul Gaede (Bremerhaven, 25 de maio de 1878 — Munique, 24 de junho de 1945) foi um físico alemão.
Pioneiro da tecnologia do vácuo.